# 조경호 (1839년)
조경호(趙慶鎬, 1839년 ~ 1914년)는 흥선대원군의 사위이다. 본관은 임천(林川), 자는 회경(會慶), 호는 구당(鷗堂)이다. 아버지는 참판 조기진(趙基晉), 동생은 의정부 의정대신 조병호(趙秉鎬)이다. 부인은 흥선대원군의 딸이며, 처8촌인 이재극은 그의 사위이다.

## 생애
공조판서, 예조판서 등의 직책을 역임하였다. 1883년 음력 3월 16일 한성부판윤에 임명되었다.
한일 병합 조약 체결 이후에 일본 정부가 그에게 남작 작위를 부여하였으나 거절하였다.